# おはようライナー (長野)
おはようライナーは、かつて東日本旅客鉄道（JR東日本）が塩尻駅 - 長野駅間を篠ノ井線・信越本線経由で運行していた臨時快速列車（ホームライナー）である。
本項では、2023年3月18日より運行されている臨時特別急行列車の 信州（しんしゅう）についても記述する。

## 概要
松本 - 長野間は両駅間で60km以上離れている上に単線区間が多いため列車交換があり、通勤にはやや不便であった。各駅停車で1時間以上かかり、特急「しなの」を利用すれば松本 - 長野間は50分ほどであったが、最も早い「しなの1号」でも松本発が9時台と朝の通勤時間帯に適していなかった。 
こうした松本 - 長野間の朝の通勤時間帯の不便を解消するため、2004年（平成16年）10月16日のダイヤ改正から松本駅 - 長野駅間で運行を開始した。また、2005年（平成17年）3月1日からは運転区間を塩尻駅からに延長した。
乗車券や定期券のほかに、停車駅で発売される乗車整理券（310円）を購入することで乗車できる。

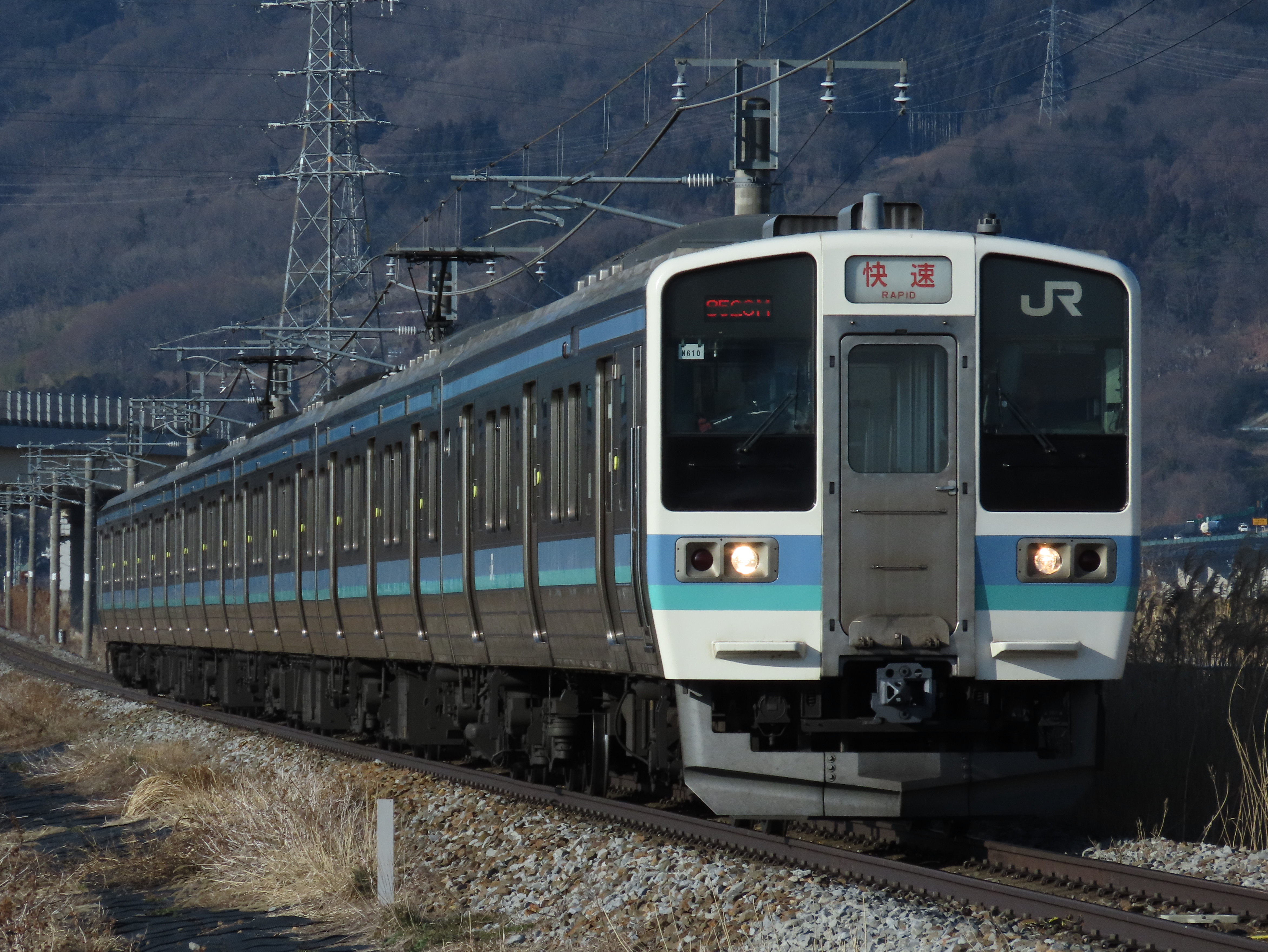
211系電車による臨時快速列車

2019年（平成31年）3月15日を最後に「おはようライナー」としての運行を終了し、翌16日からは211系電車6両編成を使用する無愛称の臨時快速列車（追加料金不要）となった。

## 運行形態
運行開始以来下り1本のみの設定で、廃止時点では朝6時台に塩尻駅を発車するダイヤとなっていた。

### 停車駅
2018年7月現在の停車駅
塩尻駅 - 村井駅 - 松本駅 - 田沢駅 - 明科駅 - 長野駅

## 使用車両
2015年6月1日時点。（2019年3月15日で廃止）
189系電車
- 長野総合車両センターに所属する6両編成が使用された。2017年8月現在はあさま色のN102編成のみとなっている。189系は普通・快速「妙高」でも使用されていたもので、2012年3月ダイヤ改正までは当列車も長野駅到着後はそのまま「妙高1号」として通し運転され、直江津駅まで運行されていた。

E257系電車
- 189系が「ムーンライト信州」で使用される日など、一部の日において松本車両センター所属の0番台9両編成が使用されていた。なお、グリーン車には乗車不可となっていた[6]。

## 信州
信州（しんしゅう）は、2023年3月のダイヤ改正より運行されている臨時の特別急行列車である。「おはようライナー」同様に、長野駅 - 松本駅・塩尻駅間の通勤・通学向けの列車として新設された。
朝に下り列車（1号）、夜に上り列車（2号）を運転する1日1往復の運行である。
同区間を走る特急列車は他に名古屋発着の「しなの」があるが、「信州」1号は名古屋発長野行きの始発列車である「しなの」1号より約2時間早く塩尻駅を出発し、「信州」2号は長野発名古屋行きの最終列車である「しなの」26号より約1時間遅く長野駅を出発するダイヤとなっており、「しなの」の運転がない時間帯を補完している。
平日のみの運行だが、大型連休期間など、「あずさ」および「富士回遊」の臨時列車の運行日には不定期に運休日が設けられることがある。
2023年（令和5年）秋の臨時列車設定では2号の行先が松本駅から塩尻駅に延長され、上下とも長野駅 - 塩尻駅間での運転となった。
2024年（令和6年）3月のダイヤ改正では、1号のダイヤを元「おはようライナー」の臨時快速列車の時刻へ繰り上げ、所要時間が11分短縮されるほか、1号、2号共に篠ノ井駅が通過駅となり、田沢駅が停車駅に加わる。
2025年（令和7年）3月のダイヤ改正より全車両指定席とし「在来線チケットレス特急券」サービスを開始。
なお、2022年（令和4年）に善光寺御開帳と諏訪大社御柱祭に合わせ、同名の臨時特急列車が茅野駅 - 長野駅間で運行されたが、こちらは観光輸送を目的に設定されたものであり、また土休日中心の運転であるなど、性質が異なるためここでは扱わない。行楽期の土日を中心に中央東線から長野へ直通していたかつての臨時特急列車に関しては、甲信エクスプレスを参照。

### 停車駅
塩尻駅 - 松本駅 - 田沢駅 - 明科駅 - 長野駅

### 使用車両
E353系電車
- 松本車両センター所属の3両付属編成が使用され、全車両が指定席である[13]。2023年3月のダイヤ改正までは中間車（2号車）が普通車指定席、両先頭車（1・3号車）が普通車自由席となっていた[7]。